# Dobbeltdrabet i Tusindårsskoven
Dobbeltdrabet i Tusindårsskoven var et dobbeltdrab som fandt sted den 13. april 2011 i Tusindårsskoven i det vestlige Odense. Her blev ægteparret Heidi Nielsen og Bjarne Johansen dræbt med en maskinpistol. De blev meldt savnet af deres børn, da de ikke kom hjem fra deres sædvanlige aftentur i Tusindårsskoven. Deres lig blev fundet dagen efter i skovbrynet af en hundelufter. Den 12. maj 2011 blev den 37-årige Vincent Smith anholdt, mistænkt for drabene. Vincent Smith hed oprindelig Per Henrik Halslev, men han tog navneforandring inden sagen kom for retten. Både byretten og landsretten fandt, at han var alene om drabet, men hans 36-årige lillebror, Michael Martinsen, er dømt for at være i besiddelse af gerningsvåbnet og for at hjælpe med at bortskaffe det dagen efter drabene. Den 27. april 2012 blev Vincent Smith idømt fængsel på livstid for drabene – livstidsdommen blev stadfæstet af Østre Landsret den 20. december 2012.
Det viste sig, at gerningsmanden var gået rundt om ægteparret, mens han skød løs med maskinpistolen, og der var ikke umiddelbart et motiv til det brutale dobbeltdrab. Gerningsmanden tog blandt andet parrets nøgler og kamera med sig, og en teori er, at den fotoivrige Bjarne Johansen fotograferede gerningsmanden, mens han prøveskød maskinpistolen. Dagen efter drabet kørte de to brødre ifølge anklagemyndigheden således i en bil til Langesø vest for Odense, hvor de sammen kastede det formodede mordvåben, en Husqvarna maskinpistol, i søen.

## Baggrund
Ægteparret Bjarne Johansen (53 år) og Heidi Nielsen (49 år) havde sammen to børn og to sammenbragte børn fra tidligere forhold. De havde boet sammen de sidste 16 år. Hun arbejdede som økonomidirektør på møbelfabrikken Montana Møbler i Haarby på Vestfyn. Hun kom til møbelfirmaet Montana i 2003 og havde tidligere arbejdet som økonomidirektør hos Wittenborg og House Of Coffee. Johansen var kirurgisk overlæge på Odense Universitetshospital. Han var uddannet fra det daværende Odense Universitet, speciallæge og Ph.d., og siden 2009 ansat hos på Kirurgisk Afdeling A. Han var tilknyttet nedre mave/tarm-kirurgisk sektion, men lagde en stor indsats i behandlingen af de akutte kirurgiske patienter. Ægteparret boede i en villa i Sanderum på Ejersmindevej.

### Drabene i Tusindårsskoven
Torsdag den 14. april 2011 kl. 08.50, blev den 53-årige kirurg Bjarne Johansen og hustruen, den 49-årige økonomidirektør Heidi Nielsen, fundet myrdet på græsset ved et stisystem i Tusindårsskoven, mellem Falen og Eventyrgolf i det sydvestlige Odense. Dobbeltdrabet var sket om aftenen den 13. april 2011 kl. 19.45, hvor vidner på Odense Eventyr Golf havde hørt flere skudsalver i nærheden. Gerningsmanden stjal efter det bestialske dobbeltdrab, et Nikon D 5000 spejlreflekskamera, en to-fløjet sort herretegnebog med Bjarne Johansens personlige papirer og kreditkort, samt et nøglebundt med 5 nøgler, fastgjort i en sort nøglering med lys i.
Bjarne Johansen blev ramt af 13 skud. Johansen døde formentligt af et skud i halsen, der gik gennem ryghalssøjlen og dræbte ham på stedet. Yderligere et strejfskud ramte ham også i hovedregionen, mens seks skud ramte ham på kroppen – to i ryggen, to på brystet, et på bugen og et i brystvæggen. Desuden affyrede gerningsmanden fem skud, der ramte overlægen i højre arm, og som følge af de kraftige skud brækkede knoglen. Flere af skuddene på armen er nærmest placeret på række, hvorfor det vurderes, at der er skudt med et automatvåben, hvilket vicestatsobducent Peter Leth forklarede under retssagen.
Heidi Nielsen blev ramt af i alt ti skud. Heraf et i kinden og et strejfskud i ansigtet. Også hun blev ramt flere steder på overkroppen – to ramte hende i brystet, et ved halsregionen og et i skulderen. Obducenten fandt også, at hendes pegefingerknogle var knust på grund af et skud. Men værst var de tre skud Heidi Nielsen fik i lårene. Særlig et skud ramte en hovedblodåre, hvilket medførte en kraftig forblødning og har været det dødelige skud. Det kom under afhøringen frem, at Heidi Nielsen ikke døde øjeblikkeligt som sin mand. Blod på hendes ene fodsål vidner blandt andet om, at hun har stået oprejst et stykke tid, inden hun faldt til jorden. Hvor længe er dog uvist. Samtidig forsøgte obducenten at forklare retningen fra de forskellige skud, der blev affyret både forfra, bagfra og fra siden. Dette underbygger politiets teori om, at gerningsmanden formentligt har løbet rundt om de dræbte i en cirkel, mens ofrene selv har roteret under faldet mod jorden.
Ægteparret blev den 23. april 2011 bisat fra kapellet på Assistens Kirkegård i Odense.
Den 12. maj 2011 kl. 14.59 blev den 37-årige førtidspensionist Per Henrik Halslev anholdt og sigtet for dobbeltdrabet, efter han i et par uger havde været holdt under observation, og kort efter han havde besøgt sin bror, der sad fængslet i Arresthuset i Odense i en sag om besiddelse af amfetamin. Politiet ransagede en række adresser i det sydvestlige Odense, blandt andet to kolonihavegrunde i haveforeningen Roerskov tæt ved Odense Friluftsbad ved Tusindårsskoven, samt det hus på Dragebakken i Sanderum, hvor den sigtede boede sammen med sin mor.
Dagen efter blev han fremstillet i et lukket grundlovsforhør ved Retten i Odense og varetægtsfængslet i fire uger, heraf de to uger i isolation. Anklageren mente at Per Henrik Halslev, såfremt han sættes på fri fod, vil begå ny livsfarlig kriminalitet ligeartet med den nu påsigtede.
Efter 4 ugers varetægtsfængsling vurderedes han 10. juni for syg til fængsel og sendtes på lukket Retspsykiatrisk afdeling i Middelfart til mentalobservation, som efterfølgende konkluderede: "Han mangler empati og har personlighedsforstyrrende træk. Dømmes han skyldig, er forvaring påkrævet, fordi han er farlig for sine omgivelser."
Den 18. juli 2011 fandt dykkere fra Frømandskorpset maskinpistolen, som var blevet smidt i Langesø ved Morud 10 km vest for Odense. Det viste sig at være en Husqvarna maskinpistol model 37/39F, som Per Henrik Halslev havde brugt til at dræbe ægteparret med.

## Retsforfølgelse
Retssagen mod Per Henrik Halslev, der i mellemtiden havde taget navneændring til Vincent Smith, begyndte 16. april 2012 ved Retten i Odense.
Den 27. april 2012 blev han ved Retten i Odense idømt fængsel på livstid for dobbeltdrabet – forsvareren ankede dommen til Østre Landsret på stedet. Ligeledes blev Vincent Smiths bror, Michael Christian Martinsen idømt to års fængsel for besiddelse og transport af våben samt for at have hjulpet med at bortskaffe gerningsvåbnet. Smith blev også dømt til at betale sagsomkostninger og oprydning i de to dødsbo. Ligeledes blev han også dømt til at betale en erstatning på 233.000 kroner til Heidi Nielsens datter samt 44.000 kroner til hendes søn. Da dommen blev anket til landsretten, blev det besluttet, at begge brødre fortsat skulle side varetægtsfængslet. Smith havde under hele retssagen nægtet sig skyldig.

### Bevisførelse
Nævningedomstolen fulgte anklagemyndighedens bevisførelse, da Vincent Smith blev dømt skyldig.
- DNA-spor på ammunition på drabsstedet og på et smidt cigaretskod i nærheden.[22]
- Vincent Smiths ekskone udpegede ham på en videoovervågning filmet ved friluftsbadet – hvilket flere andre vidner tæt på Smith også gjorde.
- Andre vidner havde set ham tæt på drabsstedet, blandt andet i besiddelse af et skydevåben.
- Smiths fængslede bror, Michael Christian Martinsen, talte over sig og berettede om drabene i fængslet.[23]
- Vidner fortalte, at han havde tilbudt dem et kamera, svarende til Bjarne Johansens fotografiapparat. I samme forbindelse havde Smith fortalt, at han havde gjort noget dumt, der ville sende ham i fængsel i mange år.[24]
- Smiths mobiltelefon var registreret i centrale områder for drabet, blandt andet der, hvor drabsvåbnet blev fundet.

### Ankesagen
Den 17. december 2012 begyndte ankesagen i Østre Landsret i Odense. Allerede ved starten viste Vincent Smith foragt for retten ved ikke at rejse sig og flere gange afbrød han retshandlingen med mishagsytringer og kommentarer mod anklageren, vicestatsadvokat Claus Guldbrand. Det endte med han midt under retssagen blev lagt i håndjern af tilstedeværende politibetjente og ført fra retslokalet ned i en af cellerne i Odense Arrest.
Den 20. december 2012 stadfæstede Østre Landsret skyldsspørgsmålet og den 21. december 2012 stadfæstedes livstidsdommen.